# Adoretus scabious
Adoretus scabious är en skalbaggsart som beskrevs av Rudolph Petrovitz 1980. Adoretus scabious ingår i släktet Adoretus och familjen Rutelidae. Inga underarter finns listade i Catalogue of Life.